# Речка (Вышневолоцкий район)
Речка — деревня в Вышневолоцком городском округе Тверской области.

## География
Находится в центральной части Тверской области на расстоянии приблизительно 18 км по прямой на север-северо-восток от города Вышний Волочёк.

## История
Была отмечена еще на карте Менде (состояние местности на 1848 год). В 1859 году здесь (сельцо Вышневолоцкого уезда) было учтено 5 дворов. До 2019 года входила в состав ныне упразднённого Сорокинского сельского поселения Вышневолоцкого муниципального района.

## Население
Численность населения составляла 82 человека (1859 год), 5 (русские 100%) в 2002 году, 1 в 2010.